# Карельский кадетский корпус имени Александра Невского
Государственное общеобразовательное учреждение Республики Карелия «Кадетская школа-интернат „Карельский кадетский корпус имени Александра Невского“» — школа — кадетский корпус (с 2005 года) в городе Петрозаводске. Открыта 6 июня 1979 года как Республиканский клуб юных моряков, в дальнейшем Карельский республиканский детский морской центр «Норд-Вест».

## История
6 июня 1979 года в Петрозаводске был основан Республиканский клуб юных моряков. Учредителями клуба стали министерство образования Карелии и Беломорско-Онежское пароходство. С 2001 года клуб получил новое название: Государственное образовательное учреждение «Карельский республиканский детский морской центр „Норд-Вест“» (с 18 января 2002 года — Государственное образовательное учреждение «Республиканский детско-юношеский центр гражданских инициатив и патриотического воспитания»).
Со временем центр «Норд-Вест» стал одним из ведущих внешкольных учреждений Карелии, его воспитанники регулярно занимали высокие места на всероссийских соревнованиях; образовательная программа центра «Шестнадцатилетний капитан» стала лауреатом всероссийского конкурса 2004 года. К этому моменту в центре занимались одновременно около 1200 детей и подростков, стремящихся связать свою жизнь с морем. Ежегодно 8 кораблей центра уходили в плавание с воспитанниками и наставниками центра на борту; лучшие из карельских юнг побывали в кругосветных плаваниях на парусных кораблях «Крузенштерн», «Мир» и «Погория».
8 декабря 2005 года центр «Норд-Вест» реорганизован в школу-интернат «Карельский кадетский корпус». Первые 40 воспитанников корпуса, в общей сложности рассчитанного на 140 человек, начали занятия 1 сентября 2006 года. Попечительский совет нового корпуса возглавил Глава Республики Карелия Сергей Катанандов, а директором стал Анатолий Иванович Никитин. Корпус занял здание бывшего профессионально-технического училища на улице Правды, в его распоряжение были переданы учебная база «Норд-Веста», загородный спортивно-оздоровительный лагерь и картодром.
В мае 2010 года Карельскому кадетскому корпусу решением правительства Республики Карелии присвоено имя Александра Невского. В сентябре того же года школа из-за повышенной пожароопасности старого помещения была переведена в комплекс зданий Института повышения квалификации работников образования на ул. Щорса.

## Учебный процесс
Основной целью работы школы является интеллектуальное, культурное, физическое и нравственное развитие обучающихся; их адаптация к жизни в обществе, подготовка к служению Отечеству на гражданском и военном поприще, ориентация на поступление в Суворовское и Нахимовское училища, средние и высшие учебные заведения, готовящие офицерские кадры для Российской армии, флота, пограничных войск и МЧС.
Кадетский корпус реализует общеобразовательные программы (для учащихся 5—11 классов) основного общего, среднего (полного) общего образования и дополнительные образовательные программы по военной подготовке, морскому делу, предметам художественно-эстетического цикла. Учебный план включает инвариантный (федеральный) и национально-региональный (история Карелии и история кадетских корпусов России) компоненты, а также компонент учебного заведения (формируемый на основе выбора самих учащихся, родителей и преподавателей). Расписание предусматривает 35 учебных недель в году в 10-м классе и 36 учебных недель в 11-м классе (при шестидневной учебной неделе).
В 2011/12 учебном году в кадетском корпусе работают 47 штатных преподавателей, не считая совместителей. Двое из числа преподавателей имеют учёные звания доктора и кандидата наук.

## Внеклассные мероприятия
Карельский кадетский корпус является местом проведения слётов кадетов Карелии, представленных в том числе учащимися кадетских классов школы № 5 и школы № 34 Петрозаводска. Также традиционным стал новогодний кадетский бал-маскарад. Карельский кадетский корпус — один из организаторов республиканских военно-спортивных игр «Победа». Музейно-образовательный комплекс кадетского корпуса «Вера, Отечество, Честь» включает экспозиции, посвящённые истории ВМФ России, пограничной службы и кадетских корпусов.